# Pendogo (Lâ-Todin)
Pour les articles homonymes, voir Pendogo.
Pendogo est une localité située dans le département de Lâ-Todin de la province du Passoré dans la région Nord au Burkina Faso.

## Géographie
Pendogo se trouve à 4 km au sud-ouest du centre de Lâ-Todin, le chef-lieu du département, et à 35 km au sud-ouest de Yako, le chef-lieu de la province, ainsi qu'à 9 km au nord de la route nationale 2 reliant le centre au nord du pays.

## Économie
Les habitants de Pendogo vivent essentiellement de l'agriculture dont le rendement est tributaire de la saison pluvieuse. De petits commerces se développent mais les revenus par habitant sont très maigres. 
Ce qui est remarquable, c'est l'engagement des femmes qui se battent pour leur auto-prise. L'Association Anetz-Pendogo initiée par Gérard Ringard d'Anetz et Gaston Yerbanga ressortissant de Pendogo, à travailler pour munir les femmes de métiers à tisser. Ainsi elles apprennent à tisser des pagnes traditionnels, Faso danfani dont la vente leur apporte de petites économies. L'Ong HAMAP en partenariat avec ATS (Association Tous Solidaires) a permis de construire un centre de travail et de concertation pour les femmes. L'association TODESOL pilotée par Dominique Sœur a travaillé avec ATS pour construire un jardin clôturé par un grillage pour la culture maraîchère. Grâce à deux puits qui tarissent malheureusement en cours d'exploitation, les femmes cultivent de légumes variées pour le bonheur de leur famille. Les petites ventes des récoltes leur permettent de participer aux frais de soins et de scolarité de leurs enfants. Si les femmes gagnent un accompagnement financier conséquent, elles pourront sortir de leurs misères. Todesol œuvre chaque année pour soutenir l'activité des femmes.
L'ATSB (Association Tous Solidaires pour le Burkina) œuvre aussi depuis 2018 pour Pendogo. Créée à l'initiative de Gaston Yerbanga et de ses amis Philippe CUESTA, actuel président et sa femme Sonia(chargée de la communication), Pascale Bruley(trésorière) et de son mari Jean François), ATSB travaille depuis la France à faire changer les choses au Burkina, notamment à Pendigo. Elle a apporté à maintes reprises secours aux déplacés et aux habitants de Pendogo par dons de vivres et autres. En 2021 avec l'aide financière de la fondation Arnaud Massenet, elle a pu creuser deux puits à grands diamètres dont le visage n'est pas encore terminé.

## Santé et éducation
Le centre de soins le plus proche de Pendogo est le centre de santé et de promotion sociale (CSPS) de Lâ-Todin tandis que le centre médical avec antenne chirurgicale (CMA) de la province se trouve à Yako.
Le village accueille une école primaire publique de trois classes. Cette école a été construite grâce à la prise en conscience des ressortissants du village, sous la houlette de Gaston Yerbanga, sur la nécessité de favoriser l'éducation au village. Les élèves ont commencé les cours sous des paillettes en paille et sous l'ombre des gros arbres. Aujourd'hui, l'école n'est pas encore normalisée à 6 classes par faute de moyen. L'Association Tous Solidaires pour le Burkina travaille pour l'émergence des infrastructures scolaires pour désenclaver le village de Pendogo. Beaucoup de choses manquent énormément dans ce village. L'éducation doit être une priorité.